# Movimento dos direitos civis (1896-1954)
O movimento dos direitos civis (1896-1954) foi uma ação prolongada, predominantemente não violenta, destinada a garantir direitos civis plenos e igualdade perante a lei para todos os americanos. Essa era teve um impacto duradouro na sociedade americana, influenciando táticas, aumentando a aceitação social e legal dos direitos civis e expondo a prevalência e o custo do racismo.
Duas decisões da Suprema Corte dos Estados Unidos são especialmente significativas para o movimento: a decisão de 1896 no caso Plessy v. Ferguson, que legitimou a segregação racial sob a doutrina de “separados, mas iguais”, e a decisão de 1954 no caso Brown v. Board of Education, que anulou Plessy. Este período foi marcado por novos começos, com alguns movimentos, como a Associação Universal para o Progresso Negro (UNIA), liderada por Marcus Garvey, alcançando sucesso, mas com um legado pouco duradouro. Em contrapartida, outras iniciativas, como a ação legal da Associação Nacional para o Progresso de Pessoas de Cor (NAACP) contra a segregação estatal, obtiveram resultados modestos nos primeiros anos, destacando-se casos como Buchanan v. Warley (1917), que tratou de zonalidade. Embora o movimento tenha enfrentado reveses, como em Corrigan v. Buckley (1926) sobre moradia, também conquistou vitórias significativas, incluindo Smith v. Allwright (1944) sobre votação, Shelley v. Kraemer (1948) sobre moradia, e Sweatt v. Painter (1950) sobre educação, culminando em Brown. Adicionalmente, os casos dos Scottsboro Boys resultaram em duas decisões de 1935, Powell v. Alabama e Norris v. Alabama, que contribuíram para a proeminência da jurisprudência antirracista no contexto da justiça criminal.
Após a Guerra Civil, os Estados Unidos promoveram a ampliação dos direitos legais dos afro-americanos. Em 1865, o Congresso aprovou e um número suficiente de estados ratificou a 13ª Emenda à Constituição, que aboliu a escravidão. No entanto, essa emenda apenas proibia a escravidão e não garantiu cidadania nem direitos iguais. Em 1868, a 14ª Emenda foi ratificada, conferindo cidadania aos afro-americanos e garantindo que todas as pessoas nascidas nos Estados Unidos tivessem proteção igual perante as leis. A 15ª Emenda, ratificada em 1870, estipulou que a raça não poderia ser usada como critério para privar homens do direito de voto. Durante o período da Reconstrução (1865-1877), as tropas do norte ocuparam o sul do país. Em conjunto com o Escritório dos Libertos (Freedmen's Bureau), essas tropas buscaram administrar e fazer cumprir as novas emendas constitucionais. Muitos líderes afro-americanos foram eleitos para cargos locais e estaduais, e muitos outros organizaram grupos comunitários, especialmente voltados para a promoção da educação.
A Reconstrução chegou ao fim após o Compromisso de 1877, que resultou de um acordo entre as elites brancas do norte e do sul. Em troca da decisão favorável à eleição presidencial de Rutherford B. Hayes, apoiado pelos estados do norte, em detrimento de Samuel J. Tilden, o compromisso exigiu a retirada das tropas do norte do sul. Essa retirada ocorreu em um contexto de violência e fraude nas eleições sulistas entre 1868 e 1876, que reduziram a participação dos eleitores negros e permitiram que os democratas brancos recuperassem o poder nas legislaturas estaduais do sul. Com o compromisso e a retirada das tropas federais, esses democratas tiveram maior liberdade para implementar e aplicar práticas discriminatórias. Em resposta, muitos afro-americanos deixaram o sul durante o Êxodo do Kansas, em 1879.
Os Republicanos Radicais, que lideraram a Reconstrução, buscaram eliminar a discriminação governamental e privada por meio de legislação. Contudo, esses esforços foram amplamente frustrados por decisões da Suprema Corte em casos de direitos civis, nas quais o tribunal determinou que a 14ª Emenda não conferia ao Congresso a autoridade para proibir a discriminação racial por indivíduos ou empresas privadas.

## Segregação
A decisão da Suprema Corte no caso Plessy v. Ferguson (1896) confirmou a discriminação no transporte público imposta pelo Estado de acordo com a doutrina “separados, mas iguais”. Como previu o juiz Harlan, o único membro da Suprema Corte a discordar da decisão:
Se um estado pode prescrever, como regra de conduta civil, que brancos e negros não devem viajar como passageiros no mesmo vagão de trem, por que não pode regulamentar o uso das ruas de suas cidades e vilas de modo a obrigar os cidadãos brancos a permanecerem em um lado da rua e os cidadãos negros a permanecerem no outro? Por que não pode, com base em fundamentos semelhantes, punir brancos e negros que andam juntos em bondes ou em veículos abertos em uma via pública ou rua?
A decisão de Plessy v. Ferguson não abordou um caso anterior da Suprema Corte, Yick Wo v. Hopkins (1886), que tratou da discriminação contra imigrantes chineses. Nesse caso, a Corte sustentou que uma lei neutra em relação à raça, mas que era administrada de forma discriminatória, violava a Cláusula de Proteção Igualitária da 14ª Emenda da Constituição dos EUA. Embora a Suprema Corte, ao longo do século XX, tenha começado a derrubar leis estaduais que negavam direitos aos afro-americanos, como em Guinn v. United States (1915), com a decisão de Plessy, manteve a segregação imposta pelos estados do Sul em quase todas as esferas da vida pública e privada. A Corte logo ampliou a aplicação do caso Plessy para justificar a segregação nas escolas. No caso Berea College v. Kentucky, a Suprema Corte apoiou uma lei do Kentucky que proibia o Berea College, uma instituição privada, de ensinar alunos brancos e negros em um ambiente integrado.
Muitos estados, especialmente no Sul, interpretaram as decisões de Plessy e Berea como uma autorização para implementar leis restritivas, conhecidas como leis Jim Crow, que estabeleciam um status de segunda classe para os afro-americanos. Em diversas cidades e vilas, os afro-americanos eram proibidos de compartilhar táxis com brancos ou de utilizar a mesma entrada em prédios. Eles eram obrigados a beber em fontes de água separadas, utilizar banheiros distintos, frequentar escolas segregadas, ser enterrados em cemitérios separados e jurar em Bíblias distintas. Além disso, enfrentavam exclusões de restaurantes e bibliotecas públicas, e muitos parques exibiam placas que diziam: “Negros e cães não são permitidos”. Um zoológico municipal, por sua vez, estabelecia horários de visita separados para brancos e negros.
A etiqueta da segregação racial era particularmente rigorosa, especialmente no Sul dos Estados Unidos. Esperava-se que os afro-americanos se desviassem para permitir a passagem de brancos, e os homens negros eram instruídos a não olhar nos olhos de mulheres brancas. Tanto homens quanto mulheres negras eram frequentemente tratados como "Tom" ou "Jane", raramente recebendo os títulos de "Sr.", "Srta." ou "Sra.", que eram amplamente utilizados para adultos na época. Os brancos se referiam a homens negros de qualquer idade como "boy" (menino) e a mulheres negras como "girl" (menina), além de frequentemente empregarem termos depreciativos como "nigger" ou "colored" (de cor).
No Norte, a segregação social menos formal começou a se dissolver ao longo do tempo. Contudo, em 1941, a Academia Naval dos Estados Unidos, localizada em Maryland, que mantinha práticas segregacionistas, recusou-se a disputar uma partida de lacrosse contra a Universidade de Harvard devido à presença de um jogador negro na equipe.

### Estreia de Jackie Robinson na Liga Principal de Beisebol, 1947
Jackie Robinson foi um pioneiro esportivo no movimento pelos direitos civis, reconhecido por ter sido o primeiro afro-americano a atuar nas ligas principais do esporte profissional. Robinson fez sua estreia com o Brooklyn Dodgers da Major League Baseball em 15 de abril de 1947. Seu primeiro jogo na liga principal ocorreu um ano antes da integração do Exército dos Estados Unidos, sete anos antes da decisão do caso Brown v. Board of Education, e oito anos antes de Rosa Parks se recusar a ceder seu assento, além de preceder a liderança de Martin Luther King Jr. no movimento pelos direitos civis.

## Oposição política

### Movimento lily-white
Após a Guerra Civil, líderes negros alcançaram progresso significativo na obtenção de representação no Partido Republicano. Entre os mais destacados estava Norris Wright Cuney, que se tornou presidente do Partido Republicano no Texas no final do século XIX. Esses avanços geraram considerável desconforto entre muitos eleitores brancos, que, em sua maioria, apoiavam os democratas.
Durante a Convenção Republicana do Texas de 1888, Cuney criou o termo "movimento lily-white" para descrever os esforços dos conservadores brancos visando a exclusão dos negros dos cargos de liderança do partido, além de incitar tumultos para dividir a legenda. Os esforços cada vez mais organizados desse movimento resultaram na gradual eliminação dos líderes negros do partido. O escritor Michael Fauntroy observa que esse esforço foi coordenado com os democratas como parte de um movimento mais amplo de privação de direitos dos negros no Sul, que se intensificou no final do século XIX e início do século XX, aumentando as restrições nas regras de registro de eleitores.
Após vitórias birraciais de chapas populistas-republicanas em vários estados, o Partido Democrata recuperou o controle da maioria das legislaturas estaduais do Sul no final do século XIX. Entre 1890 e 1908, eles implementaram medidas que resultaram na privação do direito de voto dos negros e, em alguns estados, de muitos brancos pobres. Apesar das repetidas contestações legais e de alguns sucessos da NAACP, os democratas continuaram a desenvolver novas estratégias para limitar a participação eleitoral dos negros, como as primárias exclusivas para brancos, até a década de 1960.
Em nível nacional, o Partido Republicano buscou atender aos interesses dos afro-americanos. Theodore Roosevelt, que foi presidente de 1901 a 1909, apresentou um histórico misto em relação às questões raciais. Ele frequentemente se apoiava nos conselhos de Booker T. Washington em suas nomeações no Sul e, publicamente, desafiou atitudes racistas ao convidar Washington para jantar na Casa Branca. Contudo, Roosevelt também instituiu a segregação entre os funcionários federais e reprimiu soldados negros que se recusaram a testemunhar uns contra os outros no Caso Brownsville de 1906. Em sua tentativa de derrotar seu sucessor, William Howard Taft, na indicação republicana de 1912, Roosevelt adotou uma política que favorecia a exclusão dos negros no Sul. O novo Partido Progressista de 1912 apoiava os direitos dos negros no Norte, mas excluía a participação de afro-americanos no Sul.
Os republicanos no Congresso propuseram repetidamente legislação federal para proibir o linchamento, mas essas iniciativas sempre eram derrotadas pelo bloco sulista. Em 1920, a oposição ao linchamento foi incluída na plataforma do Partido Republicano durante a Convenção Nacional Republicana. Os linchamentos, principalmente de homens negros no Sul, aumentaram nas décadas que antecederam a virada do século XX. Leonidas C. Dyer, um deputado republicano branco de St. Louis, Missouri, colaborou com a NAACP para apresentar um projeto de lei contra o linchamento na Câmara, onde conseguiu forte apoio em 1922. No entanto, seu esforço foi frustrado pelo bloqueio do bloco democrático sulista no Senado, que impediu a aprovação do projeto de lei em 1922, assim como em 1923 e 1924.

### Privação de direitos
Os opositores dos direitos civis dos afro-americanos empregaram represálias econômicas e, frequentemente, violência nas urnas nas décadas de 1870 e 1880 para desencorajar os negros a se registrarem para votar ou a exercerem seu direito de voto. Grupos paramilitares, como os Camisas Vermelhas no Mississippi e nas Carolinas, e a Liga Branca na Louisiana, praticavam intimidação aberta em nome do Partido Democrata. Na virada do século XX, as legislaturas do sul, dominadas por brancos democratas, privaram quase todos os eleitores afro-americanos elegíveis por idade, utilizando uma combinação de disposições estatutárias e constitucionais. Embora esses requisitos se aplicassem a todos os cidadãos, na prática, eram direcionados principalmente a negros, brancos pobres e mexicanos-americanos no Texas, sendo administrados de forma subjetiva.
O estado do Mississippi aprovou uma nova constituição em 1890, que incluía disposições para taxas de votação, testes de alfabetização (que dependiam de decisões arbitrárias de registradores brancos) e requisitos complicados para a comprovação de residência, resultando em uma drástica redução no número de negros aptos a se registrar. O caso foi levado à Suprema Corte e, em 1898, no julgamento de Williams v. Mississippi, a Corte apoiou o estado. Outros estados do sul rapidamente seguiram o “plano do Mississippi”, e, entre 1890 e 1908, dez estados adotaram novas constituições que impunham disposições que privavam a maioria dos negros e muitos brancos pobres de seus direitos eleitorais. Esses estados continuaram a restringir os direitos desses grupos por décadas, até que, em meados da década de 1960, a legislação federal proporcionou supervisão e aplicação dos direitos constitucionais de voto.
Os afro-americanos foram os mais afetados negativamente pelas restrições eleitorais, e em muitos estados do sul, o comparecimento negro às urnas caiu para níveis zero. Os brancos pobres também enfrentaram a privação de seus direitos; no Alabama, por exemplo, em 1941, 600.000 brancos pobres e 520.000 negros haviam sido excluídos do processo eleitoral.
Foi somente no século XX que os litígios dos afro-americanos contra essas disposições começaram a ter algum sucesso na Suprema Corte. Em 1915, no caso Guinn v. United States, a Corte declarou a inconstitucionalidade da "cláusula do avô" de Oklahoma. Embora essa decisão tenha impactado todos os estados que utilizavam tal cláusula, as legislaturas estaduais rapidamente implementaram novos dispositivos para continuar a privação de direitos. Cada cláusula ou estatuto precisou ser litigado separadamente, e a NAACP, fundada em 1909, dedicou-se a contestar muitas dessas disposições.
Um dispositivo que o Partido Democrata começou a usar de forma mais ampla nos estados do Sul no início do século XX foi a primária branca, que serviu por décadas para excluir os poucos negros que conseguiam superar as barreiras de registro eleitoral. Ao impedir que os negros votassem nas primárias do Partido Democrata, eles ficavam sem chance de participar das únicas disputas competitivas, uma vez que o Partido Republicano era fraco na região. As primárias exclusivas para brancos não foram derrubadas pela Suprema Corte até o caso Smith v. Allwright, em 1944.

## Direito penal e linchamentos

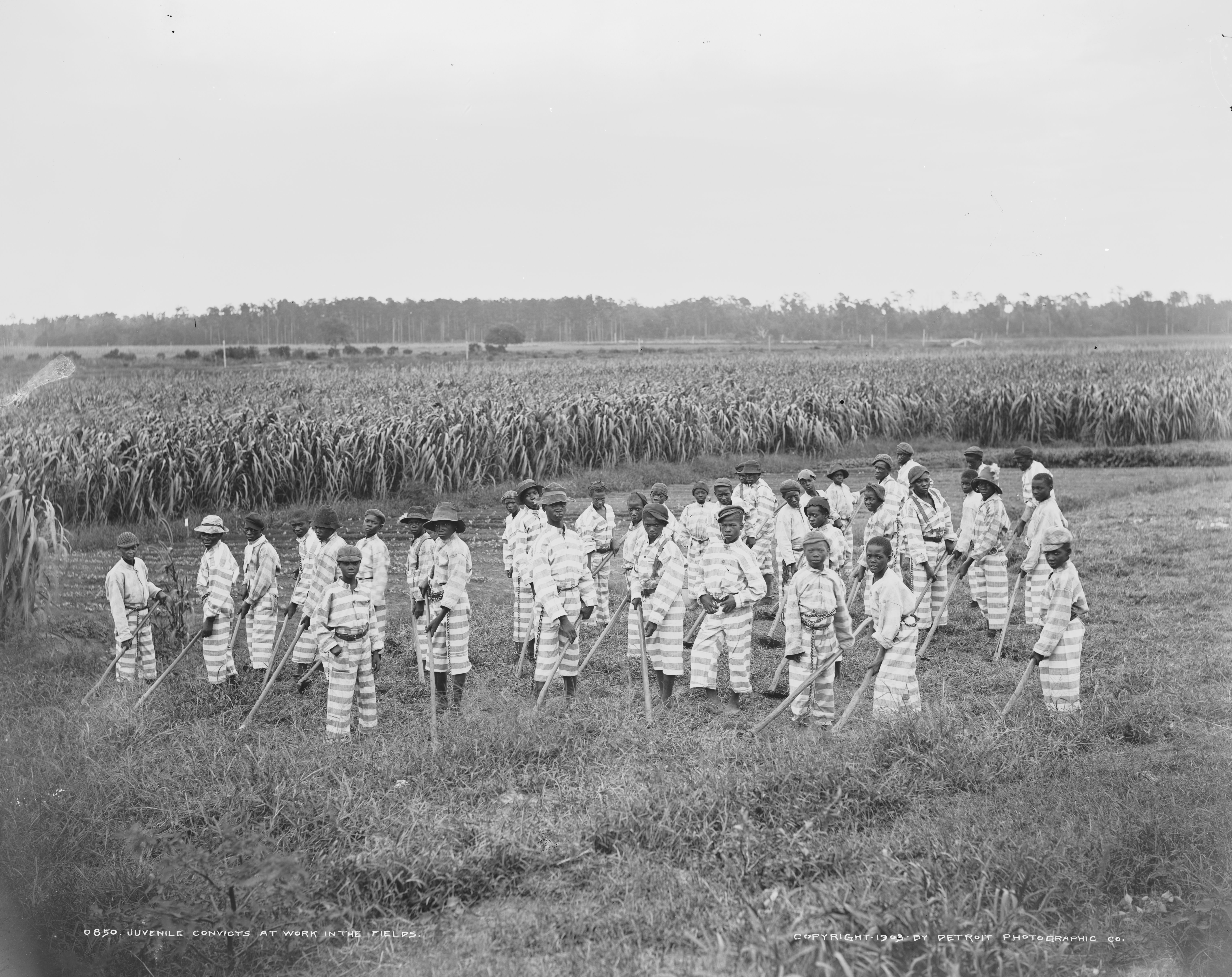
Condenados afro-americanos juvenis trabalhando nos campos em uma gangue de corrente, foto tirada por volta de 1903.

Em 1880, a Suprema Corte dos Estados Unidos decidiu, no caso Strauder v. West Virginia, que os afro-americanos não poderiam ser excluídos dos júris. No entanto, a partir de 1890, novas constituições estaduais e leis eleitorais no Sul efetivamente privaram os negros de seus direitos, desqualificando-os rotineiramente para o serviço de júri, que era restrito aos eleitores. Isso os deixava à mercê de um sistema judiciário predominantemente branco.
Em alguns estados, especialmente no Alabama, o sistema de justiça criminal foi utilizado para restabelecer uma forma de peonagem por meio do sistema de locação de condenados. O estado condenava homens negros a longas penas de prisão, que eram cumpridas em trabalhos forçados sem remuneração. Esses prisioneiros eram alugados a empregadores privados, como a Tennessee Coal, Iron and Railroad Company, uma subsidiária da United States Steel Corporation, que pagava ao estado pelo trabalho deles. Esse modelo criava incentivos financeiros para a prisão de mais homens, que eram desproporcionalmente negros, além de resultar em um sistema pouco supervisionado em relação ao tratamento dos prisioneiros.
A punição extrajudicial era ainda mais brutal. Durante a última década do século XIX e as primeiras décadas do século XX, multidões brancas lincharam milhares de homens negros, frequentemente com a cumplicidade de autoridades estaduais, especialmente no Sul. Nenhum branco foi acusado de crime em relação a esses assassinatos. A confiança dos brancos em sua imunidade contra a acusação de linchamento era tamanha que não apenas fotografavam as vítimas, mas também produziam cartões postais com essas imagens.
A Ku Klux Klan, que havia praticamente desaparecido após uma breve e violenta existência nos primeiros anos da Reconstrução, ressurgiu em 1915. Seu crescimento ocorreu principalmente em cidades industrializadas do Sul e do Centro-Oeste, que experimentaram um rápido desenvolvimento entre 1910 e 1930. A instabilidade social e a intensa competição por empregos e moradia contribuíram para as tensões raciais. Muitas pessoas se uniram à Klan devido à ansiedade quanto ao seu lugar na sociedade americana, que estava sendo transformada pela industrialização, pela migração de negros e brancos das áreas rurais do Sul e por ondas crescentes de imigração, principalmente da Europa Oriental.
Inicialmente, a KKK se apresentou como uma organização fraternal dedicada à melhoria de seus membros. O renascimento da Klan foi, em parte, inspirado pelo filme O Nascimento de uma Nação, que glorificou a Klan original e dramatizou estereótipos racistas da época. A Klan focou na mobilização política, o que lhe permitiu ganhar poder em estados como Indiana, adotando uma plataforma que combinava racismo com retórica anti-imigrante, antissemita, anticatólica e antissindical, além de apoiar o linchamento. O grupo atingiu seu pico de filiação e influência por volta de 1925, mas começou a declinar rapidamente após o fortalecimento dos movimentos de oposição.
Os republicanos apresentaram várias vezes projetos de lei na Câmara para tornar o linchamento um crime federal, mas foram derrotados pelo bloco sulista. Em 1920, incluíram um projeto de lei contra o linchamento em sua plataforma, que foi amplamente aprovado na Câmara. No entanto, os democratas sulistas obstruíram repetidamente o projeto no Senado, impedindo uma votação e derrotando-o nas sessões de 1922, 1923 e 1924, enquanto mantinham o restante do programa legislativo como refém.

## Agricultores e trabalhadores braçais
A sociedade branca mantinha os afro-americanos em uma posição de subserviência econômica e marginalidade. No início do século XX, a maioria dos agricultores negros no Sul trabalhava como meeiros ou arrendatários, com um número relativamente pequeno sendo proprietário de terras.
Empregadores e sindicatos frequentemente restringiam os afro-americanos a empregos mal remunerados e menos desejáveis. Devido à escassez de empregos estáveis e bem pagos, posições relativamente sem prestígio, como as de porteiro de trem ou de hotel, tornaram-se consideradas prestigiadas nas comunidades negras do Norte. A expansão das ferrovias levou a um recrutamento de trabalhadores no Sul, resultando na migração de dezenas de milhares de negros para o Norte, onde muitos se empregaram na Pennsylvania Railroad, por exemplo, durante o período da Grande Migração.
Em 1900, o Reverendo Matthew Anderson, falando na Conferência Anual de Negros de Hampton, na Virgínia, observou que “as linhas ao longo da maioria das avenidas de ganho salarial são mais rigidamente traçadas no Norte do que no Sul. Parece haver um esforço aparente em todo o Norte, especialmente nas cidades, para excluir o trabalhador de cor de todas as vias de trabalho com maior remuneração, o que torna mais difícil melhorar sua condição econômica do que no Sul”.

## A era de ouro do empreendedorismo negro

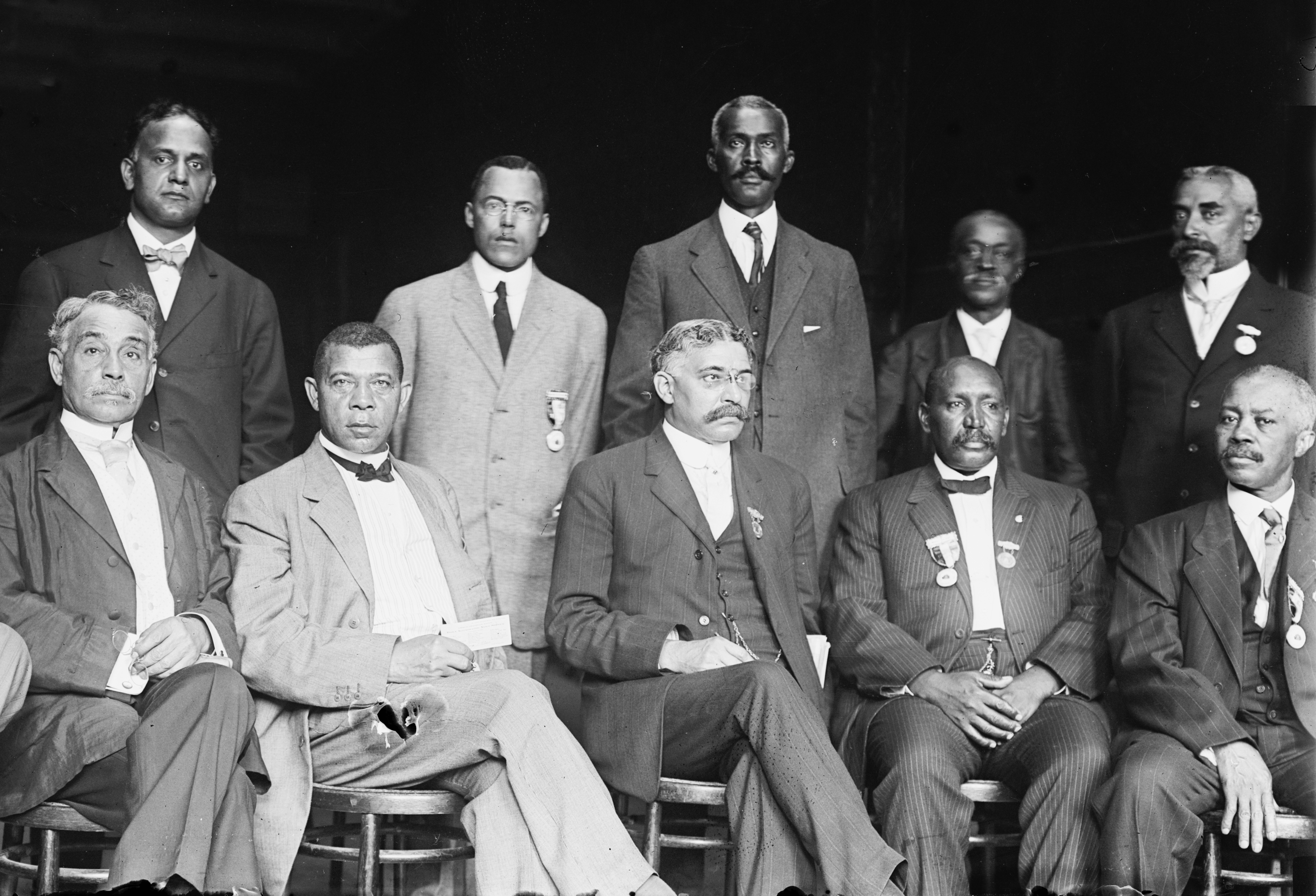
Comitê Executivo da Liga Nacional de Negócios Negros (NNBL), por volta de 1910. O fundador da NNBL, Booker T. Washington (1856-1915), está sentado, o segundo a partir da esquerda.

O início do século XX marcou um ponto crítico nas relações raciais, caracterizado por um acentuado retrocesso nos direitos políticos e legais dos afro-americanos. Os negros enfrentavam crescente segregação e isolamento em relação à comunidade branca. Contudo, nesse contexto de marginalização, empreendedores negros conseguiram estabelecer negócios prósperos voltados para a clientela negra, abrangendo diversos setores profissionais. Nas áreas urbanas, tanto no Norte quanto no Sul, a população negra estava crescendo em número e renda, criando espaço para uma ampla gama de empreendimentos, que variavam de barbearias a companhias de seguros. Os agentes funerários, em particular, ocupavam um nicho especial em suas comunidades, frequentemente exercendo influência política, pois eram amplamente conhecidos e mantinham relações estreitas com muitos eleitores.
A historiadora Juliet Walker descreve as décadas de 1900 a 1930 como a “Era de Ouro dos Negócios Negros”. Segundo a Liga Nacional de Negócios Negros (NNBL), o número de empresas de propriedade de negros dobrou rapidamente, passando de 20.000 em 1900 para 40.000 em 1914. O número de agentes funerários aumentou de 450 para 1.000 nesse período, enquanto as farmácias de propriedade negra cresceram de 250 para 695. O número de comerciantes locais de varejo, em sua maioria pequenos, saltou de 10.000 para 25.000. Entre as empreendedoras mais notáveis estava Madame C.J. Walker (1867-1919), que fundou uma franquia nacional, a Madame C. J. Walker Manufacturing Company, baseada no desenvolvimento de um processo eficaz de alisamento de cabelos.

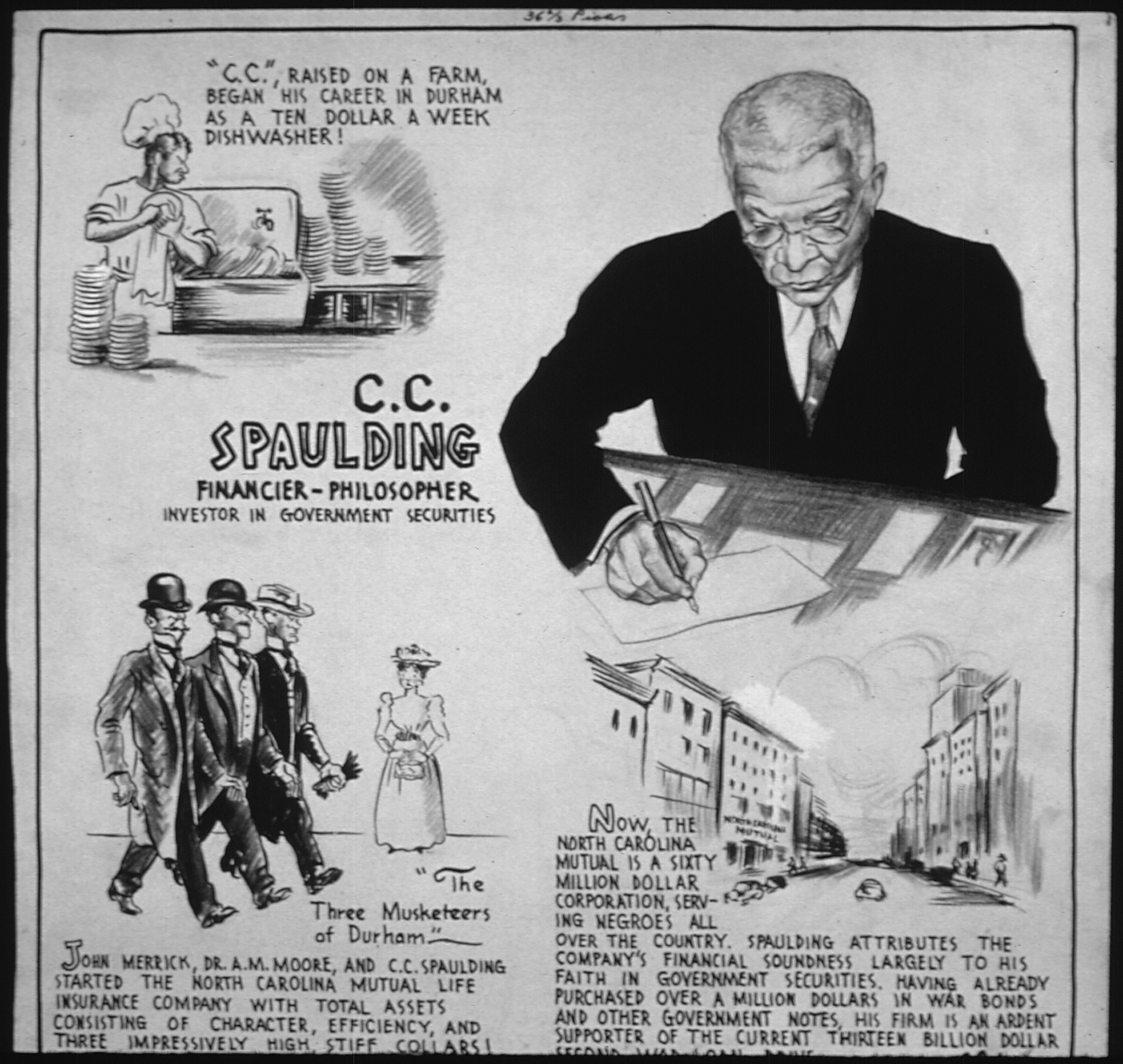
Pôster do Escritório de Informações de Guerra. Seção de Operações Domésticas. Escritório de notícias, 1943.

Booker T. Washington, que liderou a Liga Nacional de Negócios Negros e foi presidente do Instituto Tuskegee, destacou-se como o principal promotor de negócios para negros. Ele viajava por diversas cidades para registrar empresários locais na liga nacional.
Charles Clinton Spaulding (1874-1952), um aliado de Washington, foi um proeminente líder empresarial negro de sua época. Nos bastidores, atuou como conselheiro do presidente Franklin D. Roosevelt na década de 1930, com o objetivo de promover uma classe de liderança política negra. Em 1923, tornou presidente da North Carolina Mutual Life Insurance Company, que se tornou a maior empresa de propriedade negra nos Estados Unidos, alcançando ativos de mais de US$ 40 milhões na época de sua morte.
Embora as empresas negras tenham prosperado em áreas urbanas, enfrentaram sérios desafios na zona rural do Sul, onde residia a maior parte da população negra. Muitos negros trabalhavam como fazendeiros, dependendo de culturas comerciais únicas, como algodão ou tabaco, e negociando principalmente com comerciantes brancos locais. Esses comerciantes ofereciam crédito, fornecendo suprimentos necessários para as fazendas e famílias—como ferramentas, sementes, alimentos e roupas—até que as contas fossem pagas no período da colheita. Os empresários negros, no entanto, tinham acesso limitado ao crédito, dificultando sua entrada nesse mercado. Na verdade, havia apenas um pequeno número de negros abastados, a maioria dos quais atuava como especuladores imobiliários em cidades em rápido crescimento, como Robert Church em Memphis.

### Divisão de Assuntos Negros do Departamento de Comércio
O empreendedorismo das minorias ganhou destaque na agenda nacional em 1927, quando o Secretário de Comércio Herbert Hoover criou a Divisão de Assuntos dos Negros. Essa divisão tinha o objetivo de prestar consultoria e divulgar informações para empresários brancos e negros sobre como atingir o consumidor negro. No entanto, o empreendedorismo não foi uma prioridade na agenda do New Deal de Franklin D. Roosevelt.
Quando Roosevelt se voltou para a preparação para a guerra em 1940, ele utilizou essa agência para auxiliar empresas negras na obtenção de contratos de defesa. Muitas dessas empresas, que não estavam voltadas para a manufatura e eram, em geral, pequenas demais, enfrentaram dificuldades para conquistar contratos significativos. O presidente Eisenhower dissolveu a agência em 1953, encerrando sua atuação.

## Ordens executivas para contratação não discriminatória por empreiteiras de defesa
O presidente Roosevelt emitiu duas ordens executivas orientando as empreiteiras de defesa a contratar, promover e demitir sem levar em conta a discriminação racial. Em áreas como os estaleiros da Costa Oeste e outros setores, os negros começaram a obter mais empregos qualificados e com salários mais altos e cargos de supervisão.

## A igreja negra
As igrejas negras desempenharam um papel central como líderes e organizadoras do movimento pelos direitos civis, servindo como pontos focais da vida comunitária e como elos entre os mundos negro e branco. Sua história de envolvimento e serviço à comunidade negra as posicionou naturalmente para essa função.
Durante esse período, houve um amadurecimento das igrejas negras independentes, cujos líderes frequentemente também eram influentes líderes comunitários. Após a Guerra Civil Americana, muitos negros se afastaram das igrejas brancas e da Convenção Batista do Sul para fundar suas próprias instituições, livres da supervisão branca. Com o apoio de associações do Norte, começaram a criar convenções estaduais e, em 1895, uniram várias associações na Convenção Batista Nacional Negra, a primeira dessa denominação entre os negros. Além disso, denominações independentes, como a Igreja Episcopal Metodista Africana (AME) e a Igreja Metodista Africana Episcopal de Sião, converteram centenas de milhares de fiéis no Sul, estabelecendo igrejas em toda a região. Essas igrejas serviram como centros de atividades comunitárias, especialmente na organização de esforços educacionais.
O Rev. Martin Luther King Jr. foi apenas um dos muitos ministros negros destacados envolvidos no movimento pelos direitos civis. Outros ativistas proeminentes, como Ralph David Abernathy, James Bevel, Bernard Lee, Joseph Lowery, Fred Shuttlesworth e C. T. Vivian, também desempenharam papéis cruciais, especialmente durante os anos finais do movimento nas décadas de 1950 e 1960.

## Crescimento educacional
A educação foi vista como a principal via de progresso e essencial para o avanço da comunidade negra. Muitos afro-americanos talentosos optaram pela profissão de magistério, a qual era altamente respeitada. No Sul, as escolas segregadas para negros enfrentavam escassez de recursos e operavam com horários reduzidos, especialmente nas áreas rurais. Em contraste, em Washington, D.C., professores negros e brancos recebiam salários equivalentes, já que eram funcionários federais. No Norte, destacados educadores negros, que possuíam diplomas avançados, lecionavam em instituições de prestígio, preparando a próxima geração de líderes em cidades como Chicago, Washington e Nova York, cujas populações negras aumentaram significativamente devido à Grande Migração.
A educação foi uma das principais conquistas da comunidade negra no século XIX. Os líderes negros durante a Reconstrução apoiaram o estabelecimento de um sistema educacional público em todos os estados do Sul. Apesar das dificuldades, a forte demanda por educação entre os libertos resultou na formação e emprego de cerca de 30.000 professores afro-americanos no Sul até 1900. Além disso, a maioria da população negra havia adquirido alfabetização. Embora nem todos os professores possuíssem diplomas universitários completos, as escolas normais, que ofereciam períodos de formação mais curtos, faziam parte do sistema de formação docente tanto no Norte quanto no Sul, adaptando-se às novas comunidades que surgiam. Esses educadores afro-americanos foram fundamentais para a educação de muitas crianças e adultos, contribuindo significativamente para o avanço da comunidade.
As alianças do Norte desempenharam um papel crucial no financiamento de escolas normais e faculdades destinadas à formação de professores afro-americanos, além de promover outras classes profissionais. A Associação Missionária Americana, apoiada principalmente por igrejas Congregacional e Presbiteriana, ajudou a financiar e contratar pessoal para diversas escolas e faculdades privadas no Sul, colaborando com as comunidades negras para formar gerações de educadores e líderes. Grandes industriais do século XX, como George Eastman, de Rochester, Nova York, atuaram como filantropos e fizeram doações substanciais a instituições educacionais para negros, como o Instituto Tuskegee.
Em 1862, o Congresso dos EUA aprovou a Lei Morrill, que estabeleceu o financiamento federal para faculdades de concessão de terras em cada estado. Contudo, 17 estados se recusaram a admitir estudantes negros nessas instituições. Para corrigir essa discriminação, o Congresso promulgou a segunda Lei Morrill em 1890, exigindo que os estados que excluíam negros de suas faculdades de concessão de terras abrissem instituições separadas e dividissem os fundos de forma equitativa entre as escolas. As faculdades criadas em resposta a essa segunda lei tornaram-se as atuais faculdades e universidades públicas historicamente negras (HBCUs), oferecendo oportunidades de ensino superior para afro-americanos.
Além disso, agentes de extensão das faculdades de concessão de terras, financiados pelo governo federal, disseminaram conhecimentos sobre agricultura científica e economia doméstica nas comunidades rurais. Por sua vez, os agentes das HBCUs focaram suas atividades em apoiar agricultores e famílias negras, contribuindo assim para o desenvolvimento econômico e educacional das comunidades afro-americanas.
No século XIX, os negros nos EUA formaram diversas organizações fraternas, tanto no Sul quanto no Norte, incluindo um número crescente de clubes de mulheres. Essas associações foram fundamentais na promoção da educação, saúde e bem-estar das comunidades negras. Com a virada do século XX, começou a surgir uma nova onda de fraternidades e irmandades universitárias, que visavam criar redes de serviço e colaboração ao longo da vida. Um exemplo notável é a Alpha Phi Alpha, a primeira fraternidade intercolegial negra, fundada na Universidade de Cornell em 1906. Essas organizações desempenharam um papel essencial na consolidação da vida comunitária independente em um contexto de segregação.
O Instituto Tuskegee, sob a liderança de Booker T. Washington, destacou-se na promoção do ensino industrial, frequentemente em parceria com esforços missionários da Igreja. Essa abordagem educacional não apenas empoderou indivíduos, mas também buscou melhorar as condições sociais e econômicas das comunidades negras, enfatizando a importância da educação prática e técnica.

## Bibliotecas
O desenvolvimento de serviços de biblioteca para negros, especialmente no Sul, foi um processo gradual e desafiador. No início do século XX, havia poucas bibliotecas disponíveis, e a maioria estava localizada em terrenos privados. Um marco importante foi a criação da Filial Oeste da Biblioteca Pública Gratuita de Louisville em 1908, que se tornou a primeira biblioteca pública do Sul dedicada exclusivamente a afro-americanos, financiada por um subsídio da Fundação Carnegie. Esse exemplo inspirou a construção de outras bibliotecas semelhantes, muitas vezes associadas a escolas para negros, proporcionando assim acesso à educação e à cultura em comunidades que, de outra forma, eram amplamente marginalizadas.

### Os Nove de Tougaloo
Após a decisão histórica de Brown v. Board of Education, esforços significativos foram feitos para dessegregar bibliotecas públicas e outras instalações. Um exemplo notável desse ativismo foi o dos Nove de Tougaloo, um grupo de estudantes afro-americanos que, em 1961, tentou acabar com a segregação na Biblioteca Pública de Jackson, Mississippi. Pedindo um livro de filosofia na seção "só para brancos", eles enfrentaram recusa e foram convidados a sair, mas optaram por permanecer e resistir, resultando em suas detenções.
Incidentes semelhantes ocorreram durante o Movimento dos Direitos Civis, como o caso dos Quatro de Santa Helena, que, em 1964, tentaram acessar uma biblioteca segregada na Louisiana. Esses protestos pacíficos foram fundamentais para expandir o acesso às bibliotecas durante e após a luta pelos direitos civis. Wayne e Shirley A. Wiegand documentaram essa história, ressaltando a importância da dessegregação das bibliotecas públicas no contexto mais amplo do Sul da era Jim Crow.

## A NAACP

### O Movimento Niagara e a fundação da NAACP
Na virada do século XX, Booker T. Washington emergiu como a figura mais reconhecida da comunidade afro-americana, especialmente entre os brancos, ao liderar o Instituto Tuskegee. Ele promovia uma filosofia de autossuficiência, aconselhando os negros a focarem na melhoria econômica antes de exigirem igualdade social. Publicamente, aceitou a segregação e as leis Jim Crow, mas secretamente apoiou ações legais contra essas injustiças.
Em contraste, W. E. B. Du Bois e outros líderes da comunidade negra rejeitaram a abordagem conciliatória de Washington. William Monroe Trotter, um de seus aliados, foi preso por confrontar Washington em um discurso em Boston. Em resposta, Du Bois e Trotter organizaram uma reunião de ativistas negros em 1905, no lado canadense das Cataratas do Niágara, onde lançaram um manifesto que exigia sufrágio universal, a eliminação da segregação racial e a promoção de uma educação mais abrangente, além da ênfase na educação profissional de Washington. O Movimento Niágara, que se opôs ativamente a Washington, enfrentou desafios internos e, em 1908, começou a se desintegrar.
W. E. B. Du Bois uniu-se a outros líderes afro-americanos e ativistas brancos, como Mary White Ovington e Oswald Garrison Villard, para fundar a Associação Nacional para o Progresso de Pessoas de Cor (NAACP) em 1909. Ele também se tornou editor da revista The Crisis, que se tornou uma plataforma vital para a luta pelos direitos civis. Nos primeiros anos, a NAACP focou em ações judiciais contra as leis Jim Crow, conseguindo vitórias importantes, como no caso Buchanan v. Warley (1917), que derrubou a segregação residencial em Louisville, e Guinn v. United States (1915), que anulou a cláusula de anterioridade no Oklahoma.
Durante a administração de Theodore Roosevelt, a segregação começou a se infiltrar na função pública federal, processo que se intensificou sob William Howard Taft e, especialmente, sob Woodrow Wilson, que ignorou os apelos da NAACP para evitar a discriminação. Du Bois fez esforços para que afro-americanos fossem recrutados como oficiais durante a Primeira Guerra Mundial, embora não tenha conseguido se alistar devido a um exame físico.
Em 1915, a NAACP organizou campanhas de educação pública e protestos contra o filme O Nascimento de uma Nação, que glorificava o Ku Klux Klan. O filme foi rejeitado em várias cidades, incluindo Boston, evidenciando a resistência da comunidade negra à representação racista e à violência.

### Atividades contra linchamentos

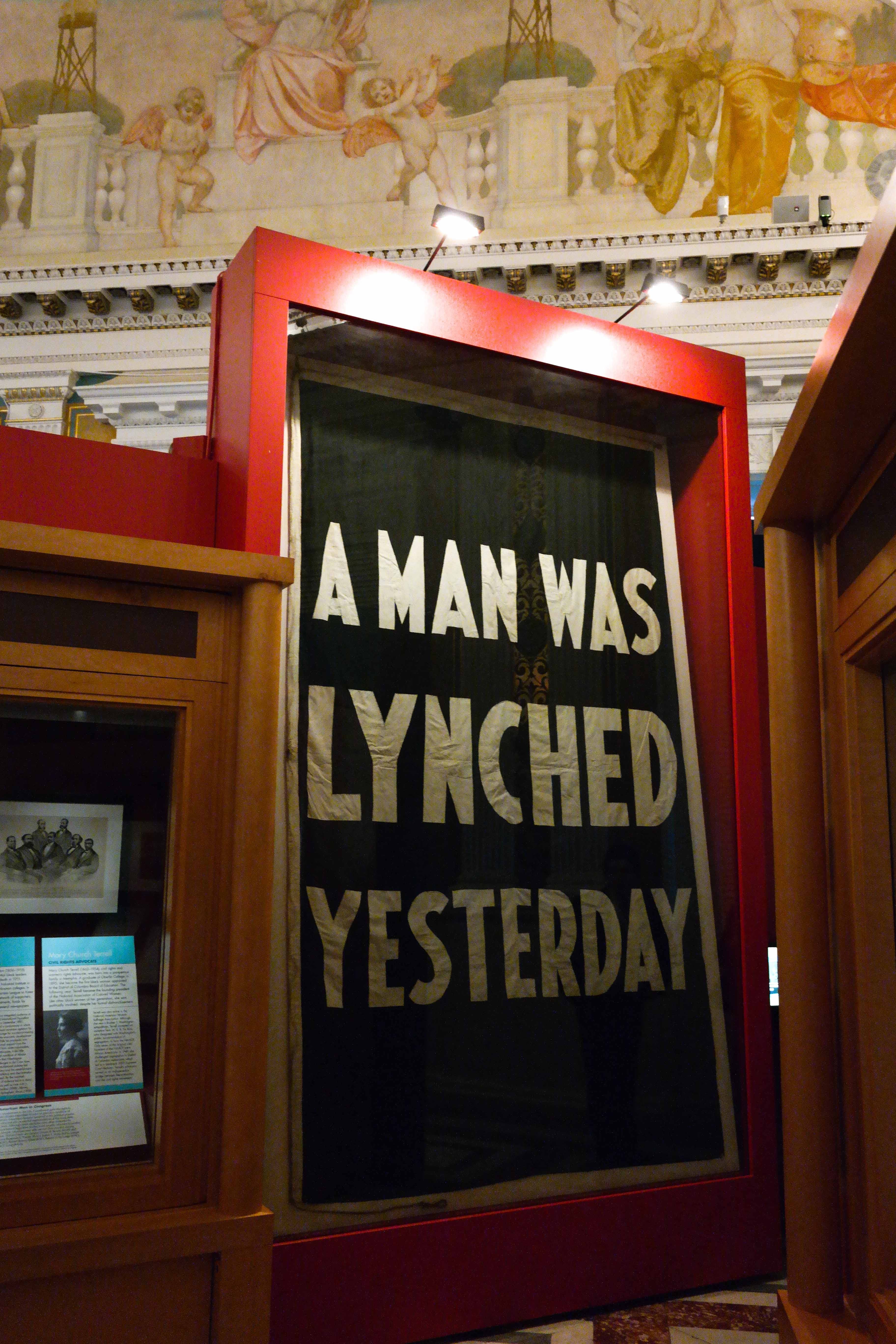
Bandeira “A Man Was Lynched Yesterday” ("Um homem foi linchado ontem"), pendurada na Biblioteca do Congresso.

A NAACP teve um papel crucial na mobilização da comunidade negra em questões de direitos civis, atuando principalmente em nível local e promovendo um fórum que unia as elites religiosas, profissionais e empresariais nas grandes cidades. Baltimore se destacou como um centro de ativismo, liderando lutas contra discriminação habitacional, segregação escolar e brutalidade policial nas décadas de 1930 e 1940.
Entre as duas guerras mundiais, a NAACP concentrou esforços na luta contra o linchamento, investigando os distúrbios raciais do “Verão Vermelho de 1919”, que resultaram de tensões econômicas e sociais. Embora muitos ataques fossem perpetrados por brancos contra negros, a comunidade negra começou a se organizar e reagir em cidades como Chicago.
Walter F. White, que mais tarde se tornou secretário-geral da NAACP, foi enviado ao condado de Phillips, Arkansas, em 1919, para investigar os massacres de Elaine, onde mais de 200 agricultores negros foram mortos em um confronto violento enquanto tentavam organizar um sindicato. A NAACP conseguiu organizar apelações para doze homens condenados à morte, cujos testemunhos foram obtidos por métodos violentos, resultando na decisão inovadora de Moore v. Dempsey, que aumentou a supervisão federal sobre os sistemas de justiça criminal estaduais. Essa decisão foi um marco importante na luta pelos direitos civis e na proteção contra abusos do sistema judiciário.
A NAACP dedicou mais de uma década à luta por uma legislação federal contra o linchamento, utilizando táticas visuais e impactantes, como a exibição de uma bandeira preta em suas janelas com a frase “A Man Was Lynched Yesterday” ("Um homem foi linchado ontem"). Apesar dos esforços, a aprovação de leis antilinchamento enfrentou a resistência dos democratas sulistas no Congresso, que controlavam as deliberações e obstruíam qualquer tentativa de reforma.
Uma das vitórias significativas da NAACP foi a coalizão com a Federação Americana do Trabalho para bloquear a nomeação de John Johnston Parker à Suprema Corte, devido às suas posições anti-sufrágio e decisões desfavoráveis ao trabalho. Essa aliança marcou um passo importante para a NAACP na construção de coalizões políticas mais amplas.
O linchamento de Elbert Williams, um membro da NAACP que se destacou na luta pelo registro de eleitores em 1940, foi um trágico ponto de virada. Sua morte exemplificou os riscos que os ativistas enfrentavam e solidificou a urgência da luta pelos direitos civis. Em 2015, a Comissão Histórica do Tennessee reconheceu sua contribuição com um marco comemorativo em Brownsville, lembrando seu legado na luta contra a opressão e pela justiça.

### Atividades de desagregação
Após a Segunda Guerra Mundial, os veteranos afro-americanos, motivados por suas experiências e sacrifícios, intensificaram suas demandas por direitos civis, desafiando a opressão que enfrentavam em casa. Um militar teria dito:
Passei quatro anos no Exército para libertar um bando de holandeses e franceses, e estou condenado se vou deixar a versão do Alabama dos alemães me chutar quando voltar para casa. Nada de sirree-bob! Entrei no Exército como negro; estou saindo como homem.
Esse sentimento de empoderamento levou a um crescimento exponencial na NAACP, que passou de 50.000 para 450.000 membros entre 1940 e 1946. Sob a liderança de figuras como Charles Hamilton Houston e Thurgood Marshall, o departamento jurídico da NAACP lançou uma campanha estratégica para derrubar a doutrina do “separados, mas iguais”, estabelecida pela Suprema Corte em Plessy v. Ferguson (1896).
A abordagem da NAACP focou em contestações judiciais em vez de apelos legislativos, reconhecendo que o Congresso era dominado por segregacionistas. Os primeiros casos não questionavam diretamente a segregação, mas buscavam demonstrar que as instalações segregadas eram, na prática, desiguais em qualidade e financiamento. Esses esforços foram fundamentais para preparar o caminho para a histórica decisão de 1954 em Brown v. Board of Education, que declarou a segregação nas escolas públicas inconstitucional, desmantelando a base legal para a discriminação racial nos Estados Unidos.
Thurgood Marshall acreditava firmemente que era hora de desafiar a doutrina do “separados, mas iguais” de forma decisiva. A NAACP, em uma nova diretriz, afirmou que seu objetivo era garantir educação sem segregação, posicionando-se claramente contra qualquer forma de discriminação racial nas escolas. O primeiro caso que Marshall trouxe nessa nova estratégia foi Briggs v. Elliott, mas ele e a NAACP também atuaram em outros estados.
Em Topeka, Kansas, a filial local da NAACP viu em Oliver Brown, um pastor assistente e pai de três meninas, um candidato ideal para desafiar a segregação. Após Brown solicitar a matrícula de suas filhas em uma escola para brancos e ser rejeitado, o caso Brown v. Board of Education foi formalmente arquivado. Este e outros casos foram eventualmente consolidados sob o título de Brown, escolhido para evitar a percepção de que a questão era apenas uma luta no Sul.
Dentro da NAACP, alguns membros expressaram preocupações sobre a rapidez de Marshall. Temiam que o então presidente da Suprema Corte, Fred M. Vinson, um juiz sulista, se opusesse à anulação de Plessy v. Ferguson, potencialmente comprometendo a luta pelos direitos civis por mais uma geração. Um advogado do governo até observou que seria um erro buscar a anulação da segregação enquanto Vinson estivesse no cargo.
Em dezembro de 1952, a Suprema Corte ouviu o caso, mas não chegou a uma decisão, adiando-o para permitir investigações sobre a intenção dos autores da "Cláusula de Proteção Igualitária" da 14ª Emenda. A morte de Vinson em setembro de 1953 trouxe uma nova esperança, e Earl Warren, seu sucessor, assumiu a presidência da Corte. Warren era conhecido por suas opiniões mais favoráveis aos direitos civis, o que oferecia uma nova perspectiva para o desfecho do caso.
Após a reapresentação do caso, Earl Warren trabalhou intensamente para persuadir seus colegas a alcançar uma decisão unânime que anulasse Plessy v. Ferguson. Ele contava com o apoio firme de cinco dos outros juízes e convenceu os dois restantes a focar na questão da igualdade em vez da legalidade de Plessy. O juiz Stanley Reed foi influenciado pela ideia de que uma divergência de um juiz sulista poderia criar mais tensão e resistência do que uma decisão unânime.
Em maio de 1954, Warren anunciou a histórica decisão da Suprema Corte, que declarava que “a segregação de crianças em escolas públicas somente com base na raça” era inconstitucional, pois privava as crianças de oportunidades educacionais iguais e, assim, violava o princípio de proteção igual perante a lei.
A decisão enfrentou uma forte resistência no Sul. Governadores, como Thomas B. Stanley, prometeram usar todos os meios legais disponíveis para manter a segregação. Alguns distritos escolares optaram por fechar suas portas a fim de evitar a integração. Cerca de 19 senadores e 77 membros da Câmara dos Deputados, incluindo todos os representantes dos estados do Sul, assinaram o “Manifesto do Sul”, expressando sua oposição à decisão. Entre os signatários estavam principalmente democratas sulistas, mas também dois republicanos da Virgínia, Joel Broyhill e Richard Poff, que prometeram resistir à decisão.
No outono de 1955, Cheryl Brown deu um passo significativo ao se tornar a primeira aluna a frequentar uma escola integrada em Topeka, simbolizando o início de um longo caminho em direção à igualdade plena para os afro-americanos. Essa ação foi um marco, refletindo tanto os avanços quanto os desafios persistentes na luta pelos direitos civis.

## Apoio americano-judaico
Muitos membros da comunidade judaica americana desempenharam um papel significativo no apoio ao movimento pelos direitos civis. Vários cofundadores da NAACP eram judeus, e ao longo do século XX, muitos ativistas brancos de destaque também vieram dessa comunidade.
Filantropos judeus, como Julius Rosenwald, foram fundamentais para financiar a construção de escolas para afro-americanos em áreas rurais do Sul. Em colaboração com Booker T. Washington e a Universidade de Tuskegee, Rosenwald estabeleceu um fundo de contrapartida que ajudou a criar milhares de escolas primárias e secundárias, essenciais em um sistema educacional que era historicamente segregado e subfinanciado.
As comunidades negras eram responsáveis por arrecadar fundos, frequentemente contribuindo com terrenos, mão de obra e doações em eventos comunitários. Isso exigiu um grande esforço, uma vez que muitas dessas comunidades eram economicamente desfavorecidas. Em um esforço para promover a colaboração entre brancos e negros, Rosenwald insistiu que os sistemas escolares brancos apoiariam as novas escolas.
No auge desse projeto, cerca de 40% dos negros rurais do Sul estavam matriculados em escolas Rosenwald, que somaram quase 5.000 instituições. Além disso, Rosenwald também fez contribuições significativas para instituições de ensino superior historicamente negras (HBCUs), como as universidades Howard, Dillard e Fisk, reforçando o compromisso da comunidade judaica com a educação e a igualdade racial.
A produção da PBS, From Swastika to Jim Crow, explora a conexão entre judeus e o movimento pelos direitos civis, destacando como acadêmicos judeus que escaparam do Holocausto se tornaram professores em instituições de ensino negro no Sul.
Após a Segunda Guerra Mundial, organizações judaicas, como o Comitê Judaico Americano, o Congresso Judaico Americano e a Liga Antidifamação (ADL), tornaram-se ativas na luta pelos direitos civis. Essas instituições usaram sua influência e recursos para apoiar a causa, ajudando a unir as lutas dos judeus e dos afro-americanos em busca de igualdade e justiça. Essa colaboração não apenas fortaleceu o movimento dos direitos civis, mas também destacou a importância de alianças interétnicas na luta contra a opressão.

## “O novo negro”
A experiência dos veteranos negros na Primeira Guerra Mundial teve um impacto profundo na luta pela igualdade racial nos Estados Unidos. Expostos a diferentes atitudes raciais na Europa e enfrentando o racismo ao retornarem para casa, muitos deles se tornaram mais militantes e exigentes em relação aos seus direitos. O termo "New Negro" ("Novo Negro"), popularizado por A. Philip Randolph em 1917, simbolizava esse novo espírito de resistência e impaciência por mudanças.
Organizações como a Irmandade de Sangue Africano, com forte influência de emigrantes caribenhos, começaram a demandar autodeterminação e igualdade para os negros americanos, paralelamente ao que os líderes internacionais estavam prometendo para os povos da Europa na conferência de Versalhes.
Durante a Grande Migração, que ocorreu em duas ondas — antes e após as guerras mundiais —, centenas de milhares de afro-americanos deixaram o Sul em busca de melhores oportunidades nas cidades industriais do Norte e da Costa Oeste. Fugindo da violência e da segregação, esses migrantes buscavam emprego nas indústrias que precisavam de mão de obra. Embora encontrassem racismo, pobreza e abusos em suas novas comunidades, também tinham acesso a direitos políticos, como o voto, o que oferecia novas possibilidades de ação e organização política.
Essa transformação demográfica e social não apenas alterou a paisagem urbana americana, mas também preparou o terreno para a mobilização e a luta pelos direitos civis nas décadas seguintes, uma vez que as comunidades negras no Norte, apesar de suas dificuldades, estavam mais aptas a lutar por suas reivindicações em um contexto onde suas vozes podiam ser ouvidas.

### Marcus Garvey e a UNIA
A Associação Universal para o Progresso Negro (UNIA), liderada por Marcus Garvey, teve um papel crucial na organização das comunidades afro-americanas no Norte durante o movimento “Novo Negro” na década de 1920. Garvey promovia uma visão diferente daquela de organizações como a NAACP, defendendo o pan-africanismo e a independência econômica, em vez da integração na sociedade branca.
O Garveyismo misturava elementos de autossuficiência e uma crítica ao colonialismo, promovendo uma nova identidade cultural com símbolos africanos e uma espiritualidade que contrapunha a imagem do Jesus branco. A ideia de "voltar para a África" ressoava entre muitos, embora nem todos estivessem dispostos a deixar os EUA fisicamente. O movimento de Garvey rapidamente ganhou popularidade, reivindicando milhões de membros, especialmente entre afro-americanos e na diáspora africana.
Contudo, o movimento enfrentou contradições internas e, eventualmente, desmoronou. O governo federal condenou Garvey por fraude postal em 1922, ligado à sua empresa Black Star Line. Sua deportação em 1927 marcou o fim de sua liderança, mas o legado de Garvey inspirou outros movimentos de autoajuda e separatistas, como o Father Divine e a Nação do Islã, que continuaram a defender a autossuficiência e a identidade negra nas décadas seguintes. A UNIA, apesar de seu colapso, deixou uma marca duradoura na luta pelos direitos e pela identidade afro-americana.

## A esquerda e os direitos civis

### O movimento trabalhista
O movimento trabalhista, em sua maioria, historicamente excluiu os afro-americanos, resultando em desconfiança entre os trabalhadores negros e os sindicatos. Embora alguns organizadores tenham tentado integrar os trabalhadores negros em iniciativas de sindicalização durante a Primeira Guerra Mundial e nos anos seguintes, esses esforços frequentemente falharam devido à desconfiança mútua.
No entanto, nas décadas de 1920 e 1930, figuras como A. Philip Randolph começaram a mudar essa dinâmica. Ele fundou a Irmandade dos Carregadores de Vagões Dormitórios (BSCP) em 1925, unindo a luta pelos direitos trabalhistas com a luta pelos direitos civis. Apesar de enfrentar resistência tanto da Pullman Company quanto de críticas dentro da comunidade negra, Randolph conseguiu conquistar apoio ao alinhar as metas do sindicato com o empoderamento da população negra.
Após uma campanha de dez anos, a BSCP obteve reconhecimento oficial da Pullman Company em 1935 e um contrato sindical em 1937, marcando um passo significativo na luta dos afro-americanos por direitos trabalhistas e sociais. Esse sucesso não apenas fortaleceu a presença dos negros no movimento sindical, mas também ajudou a construir uma ponte entre os trabalhadores negros e o movimento trabalhista mais amplo.
A BSCP tornou-se um marco significativo no movimento trabalhista ao se tornar o único sindicato liderado por negros dentro da Federação Americana do Trabalho (AFL) em 1935. A. Philip Randolph optou por permanecer na AFL, acreditando que poderia avançar mais os direitos dos trabalhadores negros, especialmente no setor ferroviário, ao lado de outras irmandades ferroviárias, apesar da separação da AFL e do Congresso de Organizações Industriais (CIO).
Randolph foi uma voz ativa na luta contra os sindicatos Jim Crow dentro da AFL, utilizando sua posição para pressionar por igualdade. Membros do BSCP, como Edgar Nixon, se tornaram figuras centrais nas lutas pelos direitos civis nas décadas seguintes.
O Sindicato dos Trabalhadores em Transportes da América, que tinha laços com o Partido Comunista, formou coalizões com líderes como Adam Clayton Powell Jr., a NAACP e o Congresso Nacional Negro, atacando a discriminação no emprego no transporte público de Nova York na década de 1940. Esses esforços refletiram uma crescente interseção entre o movimento trabalhista e a luta pelos direitos civis, promovendo uma agenda comum de justiça social e igualdade racial.
A CIO foi fundamental na luta contra a discriminação racial nas indústrias de defesa durante a Segunda Guerra Mundial. Eles enfrentaram o desafio de combater o racismo interno, especialmente ao lidarem com greves de trabalhadores brancos que se opunham a trabalhar com colegas negros. Embora muitas dessas "greves de ódio" fossem de curta duração, elas revelaram as tensões raciais persistentes, como exemplificado pela greve em Filadélfia em 1944, que terminou com a intervenção federal.
A. Philip Randolph e o BSCP levaram essa luta a um novo nível, ameaçando organizar uma Marcha sobre Washington em 1942 se o governo não agisse para proibir a discriminação racial entre as empresas de serviços de defesa. Randolph, ao limitar a marcha a organizações negras, buscava garantir uma liderança clara e negra, mesmo enfrentando críticas da esquerda. Ele desistiu do plano após conseguir concessões significativas do governo Roosevelt, demonstrando a eficácia do ativismo negro na pressão por mudanças concretas durante um período crítico. Essa ação não apenas destacou a importância da inclusão racial no local de trabalho, mas também estabeleceu um precedente para a mobilização em torno dos direitos civis nas décadas seguintes.

### Os "Scottsboro Boys"
A defesa dos "Scottsboro Boys" foi um marco significativo na luta pelos direitos civis e na mobilização da comunidade negra. Em 1931, quando os nove jovens foram acusados de estuprar duas mulheres brancas, a NAACP e o Partido Comunista dos EUA se uniram em um esforço para garantir uma defesa adequada e expor as injustiças raciais no sistema judicial. A competição entre as duas organizações pela liderança na defesa refletiu as tensões dentro do movimento, mas acabou que a Defesa Internacional do Trabalho (ILD) do Partido Comunista se destacou.
As vitórias jurídicas em casos como Powell v. Alabama e Norris v. Alabama não apenas protegeram os direitos dos réus, mas também ajudaram a estabelecer precedentes importantes sobre o direito a uma defesa justa e à representação legal adequada. A campanha pública gerada pela ILD chamou a atenção para as condições opressivas que os afro-americanos enfrentavam no sistema judicial do Sul, mobilizando apoio e criando uma maior conscientização sobre as injustiças raciais.
Esse caso exemplifica como a aliança entre movimentos de esquerda e os direitos civis pode ter um impacto profundo, além de mostrar a capacidade de resistência e solidariedade entre os ativistas afro-americanos e seus aliados. As repercussões do caso Scottsboro ajudaram a moldar a luta pelos direitos civis nas décadas seguintes, ampliando a visibilidade das questões raciais e a urgência da reforma.

### Pressão estrangeira
O tratamento dispensado aos afro-americanos realmente minou a posição dos Estados Unidos como um líder mundial em direitos humanos e democracia, especialmente durante a Guerra Fria. A crescente conscientização sobre a discriminação racial e as injustiças sociais expôs contradições no discurso americano de liberdade e igualdade. O comunismo, que se apresentava como uma alternativa ao imperialismo ocidental, usou essas contradições para criticar os EUA, e a imprensa internacional amplificou essas mensagens.
Após a Segunda Guerra Mundial, a vitória sobre os regimes totalitários na Europa destacou ainda mais a hipocrisia da segregação racial e a discriminação nos EUA. Os veteranos afro-americanos, que lutaram pela liberdade no exterior, voltaram para casa exigindo os mesmos direitos e dignidade. O reconhecimento das contribuições dos negros na guerra e a crescente insatisfação com a opressão levaram a um aumento da militância e à mobilização de movimentos pelos direitos civis.
Esses fatores, combinados com a pressão internacional e a necessidade de os EUA se apresentarem como um modelo de democracia, ajudaram a pavimentar o caminho para as reformas nos direitos civis nas décadas seguintes. O movimento tornou-se não apenas uma luta interna, mas também uma questão de reputação e legitimidade no cenário global.

## Conselho Regional de Liderança Negra
O Conselho Regional de Liderança Negra (RCNL), fundado por T. R. M. Howard, teve um papel crucial na mobilização da comunidade negra no Mississippi, especialmente em Mound Bayou. A organização inicialmente focou em garantir condições iguais nas escolas, reconhecendo que a educação inadequada era uma das principais razões para o êxodo dos negros em busca de melhores oportunidades no Norte. A luta pelo direito ao voto também foi uma prioridade desde o início, refletindo a necessidade de uma representação política significativa.
Medgar Evers, como um dos principais membros do RCNL, destacou-se por suas campanhas de boicote, que mobilizaram a comunidade e chamaram a atenção para a discriminação cotidiana. O slogan “Don't Buy Gas Where You Can't Use the Restroom” ("Não compre gasolina onde não possa usar o banheiro") se tornou um símbolo da resistência à segregação e da busca por direitos iguais.
As reuniões anuais do RCNL foram eventos transformadores, reunindo líderes e ativistas que moldariam o futuro do movimento dos direitos civis. A presença de figuras como Thurgood Marshall e os discursos inspiradores criaram um ambiente de empoderamento e esperança, contribuindo para o surgimento de novos líderes, como Fannie Lou Hamer e Aaron Henry.
O impacto do RCNL se estendeu além do Mississippi, influenciando movimentos em outras partes do país. O encontro que Rosa Parks assistiu, poucos dias antes de seu famoso ato de resistência, é um exemplo claro de como as ideias e o espírito de luta que permeavam essas reuniões foram fundamentais para inspirar ações concretas na luta pelos direitos civis. O legado do RCNL e de seus membros continua a ser uma parte essencial da história dos direitos civis nos Estados Unidos.

### Estudos jurídicos e constitucionais
- Burnham, Margaret (2022). By Hands Now Known: Jim Crow's Legal Executioners. [S.l.]: W. W. Norton & Company. ISBN 9780393867862
- Keppel, Bel (2016). Brown v. Board and the Transformation of American Culture. [S.l.]: Louisiana State University Press
- Kluger, Richard (2011). Simple Justice: The History of Brown v. Board of Education and Black America's Struggle for Equality. [S.l.]: Knopf Doubleday Publishing Group. ISBN 9780307546081
- Lowery, Charles; Marszalek, John F. (1992). Encyclopedia of African-American Civil Rights: From Emancipation to the Present. [S.l.]: Greenwood Pub Group. ISBN 978-0313250118
- Patterson, James (2001). Brown v. Board of Education: A Civil Rights Milestone and Its Troubled Legacy. [S.l.]: Oxford University Press. ISBN 978-0195127164
- Zangrando, Robert (1965). «The NAACP and a Federal Antilynching Bill, 1934-1940». The Journal of Negro History. 50 (2): 106-117. Consultado em 30 de setembro de 2024

### Estudos estaduais e locais
- Bayor, Ronald (1996). Race and the Shaping of Twentieth-Century Atlanta. [S.l.]: University of North Carolina Pres. ISBN 9780807848982
- Broussard, Albert (1993). Black San Francisco: The Struggle for Racial Equality in the West, 1900-1954. [S.l.]: University Press of Kansas. ISBN 9780700605774
- Brown-Nagin, Tomiko (2011). Courage to dissent: Atlanta and the long history of the civil rights movement. [S.l.]: Oxford University Press. ISBN 9780195386592
- Daniels, Douglas Henry (1990). Pioneer Urbanites: A Social and Cultural History of Black San Francisco. [S.l.]: University of California Press. ISBN 9780520073999
- De Graaf, Lawrence (1970). «The City of Black Angels: Emergence of the Los Angeles Ghetto, 1890-1930». Pacific Historical Review. 39 (3): 323-352. Consultado em 1 de outubro de 2024
- Dittmet, John (1980). Black Georgia in the Progressive Era, 1900-1920. [S.l.]: University of Illinois Press. ISBN 9780252008139
- Ferguson, Karen Jane (2002). Black Politics in New Deal Atlanta. [S.l.]: University of North Carolina Pres. ISBN 9780807853702
- Godshalk, David (2006). Veiled Visions: The 1906 Atlanta Race Riot and the Reshaping of American Race Relations. [S.l.]: University of North Carolina Pres. ISBN 9780807876848
- Goings, Kenneth; Mohl, Raymond (1996). The New African American Urban History. [S.l.]: SAGE Publications, Inc
- Green, Adam (2007). Selling the Race: Culture, Community, and Black Chicago, 1940-1955. [S.l.]: University of Chicago Press. ISBN 9780226306414
- Grossman, James (1989). Land of Hope: Chicago, Black Southerners, and the Great Migration. [S.l.]: University of Chicago Press. ISBN 9780226309958
- Hornsby Jr., Alton (2011). Black America: A State-by-State Historical Encyclopedia. [S.l.]: Greenwood. ISBN 978-0313341120
- Hornsby Jr., Alton (2015). A Short History of Black Atlanta, 1847–1993. [S.l.]: A Short History of Black Atlanta, 1847–1993. ISBN 978-1608625932
- Kirk, John (1997). «The Little Rock Crisis and Postwar Black Activism in Arkansas». The Arkansas Historical Quarterly. 56 (3): 273-293. Consultado em 1 de outubro de 2024
- Kusmer, Kenneth (1976). A Ghetto Takes Shape: Black Cleveland, 1870-1930. [S.l.]: University of Illinois Press. ISBN 9780252006906
- Meier, August; Lewis, David (1959). «History of the Negro Upper Class in Atlanta, Georgia, 1890-1958». The Journal of Negro Education. 28 (2): 128-139. Consultado em 1 de outubro de 2024
- Nelson, Bruce (1993). «Organized Labor and the Struggle for Black Equality in Mobile during World War II» (PDF). The Journal of American History. 80 (2): 952-988. Consultado em 1 de outubro de 2024
- Osofsky, Gilbert (1965). «A Decade of Urban Tragedy: How Harlem Became a Slum». Cornell University Press. New York History. 46 (4): 330-355. Consultado em 1 de outubro de 2024
- Osofsky, Gilbert (1968). «The Enduring Ghetto». Journal of American History. 55 (2): 243-255. Consultado em 1 de outubro de 2024
- Osofsky, Gilbert (1996). «Harlem, the Making of a Ghetto: Negro New York, 1890-1930». Ivan R. Dee. ISBN 9781566631044
- Sartain, Lee (2013). Borders of Equality: The NAACP and the Baltimore Civil Rights Struggle, 1914-1970. [S.l.]: University Press of Mississippi
- Spear, Allan (1967). Black Chicago; the making of a Negro ghetto, 1890-1920. [S.l.]: University of Chicago Press. ISBN 9780226768564
- Sugrue, Thomas (2014). The Origins of the Urban Crisis: Race and Inequality in Postwar Detroit. Col: Princeton Studies in American Politics: Historical, International, and Comparative Perspectives. [S.l.]: Princeton Classics. ISBN 9780691162553
- Taylor, Quintard (1994). The Forging of a Black Community: Seattle's Central District, from 1870 Through the Civil Rights Era. [S.l.]: University of Washington Press. ISBN 9780295973456
- Trotter, Joe William (1985). Black Milwaukee: the making of an industrial proletariat, 1915-45. [S.l.]: University of Illinois Press. ISBN 9780252011245

### Gênero
- Hine, Darlene Clark (2005). Black Women in America. 1. [S.l.]: Oxford University Press. ISBN 9780195156775
- Jones, Jacqueline (2009). Labor of Love, Labor of Sorrow: Black Women, Work, and the Family, from Slavery to the Present. [S.l.]: Basic Books. ISBN 9780465021109
- Nahal, Anita; Matthews Jr., Lopez (2008). «African American women and the Niagara Movement, 1905-1909». Afro-American Historical Association of the Niagara Frontier, Inc. Afro-Americans in New York Life and History. 32 (2). Consultado em 1 de outubro de 2024
- Reid, Debra (2007). Reaping a Greater Harvest: African Americans, the Extension Service, and Rural Reform in Jim Crow Texas. [S.l.]: Texas A&M University Press. ISBN 9781603445054
- Summers, Martin (2004). Manliness and Its Discontents: The Black Middle Class and the Transformation of Masculinity, 1900-1930. [S.l.]: University of North Carolina Pres. ISBN 9780807855195

### Cinema
- Bass, Travesheia (2016). When the silver screen fades to black: an analysis of black faces in film. [S.l.]: Electronic Theses and Dissertations
- Berry, S. Torriano; Berry, Venise T. (2015). Historical Dictionary of African American Cinema. [S.l.]: Rowman & Littlefield. ISBN 9781442247024
- Cripps, Thomas (1993). Making Movies Black: The Hollywood Message Movie from World War II to the Civil Rights Era. [S.l.]: Oxford University Press. ISBN 9781280526312
- Cripps, Thomas (1993). Slow Fade to Black: The Negro in American Film, 1900-1942. [S.l.]: Oxford University Press
- Guerrero, Ed (1993). Framing Blackness: The African American Image in Film. Col: Culture and the Moving Image. [S.l.]: Temple University Press
- Lupack, Barbara (2016). Early Race Filmmaking in America. [S.l.]: Routledge. ISBN 9780367873431
- Micheaux, Oscar (2001). African-American filmmaking and race cinema of the silent era. [S.l.]: Indiana University Press
- Scott, Ellen (2015). Cinema Civil Rights: Regulation, Repression, and Race in the Classical Hollywood Era. [S.l.]: Rutgers University Press

### Música
- Ward, Geoffrey (2001). Jazz: A History of America's Music. [S.l.]: Alfred A. Knopf. ISBN 9785559441184
- Driggs, Frank; Lewine, Harris (1982). Black Beauty, White Heat: A Pictorial History of Classic Jazz, 1920-1950. [S.l.]: W. Morrow. ISBN 9780688037710
- Neal, Mark Anthony (1999). What the Music Said: Black Popular Music and Black Public Culture. [S.l.]: Routledge. ISBN 9780415920728
- Riis, Thomas Laurence (1989). Just before jazz: Black musical theater in New York, 1890-1915. [S.l.]: Smithsonian Institution Press
- Schuller, Gunther (1986). Early Jazz: Its Roots and Musical Development. 2. [S.l.]: Oxford University Press. ISBN 9780195040432
- Schuller, Gunther (1989). The swing era: the development of jazz, 1930-1945. [S.l.]: Oxford University Press. ISBN 9780195043129

### Esportes
- Blackman, Dexter. «"The Negro Athlete and Victory": Athletics and Athletes as Advancement Strategies in Black America, 1890s–1930s». Sport History Review (47): 46-68. doi:10.1123/shr.2015-0006. Consultado em 1 de outubro de 2024
- Carroll, Brian (2007). When to Stop the Cheering? The Black Press, the Black Community, and the Integration of Professional Baseball. [S.l.]: Routledge. ISBN 9780415806022
- Chalk, Ocania (1975). Pioneers of Black sport: The early days of the Black professional athlete in baseball, basketball, boxing, and football. [S.l.]: Dodd Mead. ISBN 9780396068686
- Drake, Robert. «Joe Louis, the Southern Press, and the "Fight of the Century"». Sport History Review. 43 (1): 1-17. doi:10.1123/shr.43.1.1. Consultado em 1 de outubro de 2024
- Madden, Bill (2014). 1954: The Year Willie Mays and the First Generation of Black Superstars Changed Major League Baseball Forever. [S.l.]: Capo Press. ISBN 9780306823329
- Martin, Charles (2010). Benching Jim Crow: The Rise and Fall of the Color Line in Southern College Sports, 1890-1980. [S.l.]: University of Illinois Press. ISBN 9780252077500
- Ross, Charles (1999). Outside the Lines: African Americans and the Integration of the National Football League. [S.l.]: NYU Press. ISBN 9780814774960
- Wiggins, David (2014). «'Black Athletes in White Men's Games': Race, Sport and American National Pastimes». The International Journal of the History of Sport. 31 (1-2): 181-202. Consultado em 1 de outubro de 2024
- Simon, Scott (2002). Jackie Robinson and the integration of baseball. [S.l.]: J. Wiley
- Wiggins, David; Swanson, Ryan (2016). Separate Games: African American Sport behind the Walls of Segregation. Col: Sport, Culture, and Society. [S.l.]: University of Arkansas Press. ISBN 978-1682260173